# Batracomorphus distinctissimus
Batracomorphus distinctissimus är en insektsart som beskrevs av Quartau 1981. Batracomorphus distinctissimus ingår i släktet Batracomorphus och familjen dvärgstritar. Inga underarter finns listade i Catalogue of Life.